# Wilhelm Fredenhagen
Wilhelm Fredenhagen (* 28. März 1843 in  Neustadt-Glewe; † 18. Dezember 1924 in  Offenbach am Main; vollständiger Name: Wilhelm Ludolf August Gottlieb Fredenhagen) war ein Offenbacher Maschinenfabrikant.

## Leben
Nach dem Studium des Maschinenbaus übernahm Wilhelm Fredenhagen 1872 die von seinem Schwiegervater Alfred Richard Seebaß 1829 in Offenbach gegründete Eisengießerei. Er gab ihr den Namen Fredenhagen und wandelte sie zu einer Maschinenfabrik um. 1877 begann er unter einer Lizenz des Holländers Dirk Willem van Rennes mit der Herstellung von Heißluftmotoren, entwickelte diese weiter und erhielt auch eigenen Patentschutz. Mit der Entwicklung der Gasmaschinen verloren jedoch die Heißluftmaschinen bald an Wettbewerbsfähigkeit. So musste er die Produkten der Heißluftmaschinen schon nach wenigen Jahren wieder einstellen. 
Nach dem Eintritt seines Sohnes Victor Fredenhagen konnte die Firma nach Umzug von der Waldstraße in die Sprendlinger Landstraße im Offenbacher Stadtteil Lauterborn im Jahre 1904 weiter ausgebaut werden. Unter der Führung seines Sohnes entwickelte sich das Unternehmen in den frühen Zwanziger Jahren des 20. Jahrhunderts zu den Pionieren der Fördertechnik in Deutschland, die durch die zunehmende Automatisierung im Automobilbau entscheidend Bedeutung gewann. 1922 wurde das Unternehmen verkauft.
Wilhelm Fredenhagen war Mitglied des Corps Rhenania in Braunschweig.